# Président du Parti conservateur (Royaume-Uni)
Ne doit pas être confondu avec Chef du Parti conservateur (Royaume-Uni).
Le président (en anglais : chairman) est la personne au sein du Parti conservateur britannique qui est responsable de l'organisation de l'appareil du parti. Le poste est créé en 1911, à la suite de la défaite des conservateurs lors des élections générales de décembre 1910. Le président n'est pas élu mais choisi directement par le chef du parti.

## Liste
Légende
- Membre de la Chambre des communes
- Membre de la Chambre des lords

| Période                       | Nom                   | Nom                                  | Circonscription (cas échéant) |
| ----------------------------- | --------------------- | ------------------------------------ | ----------------------------- |
| 1911–1916                     |                       | Arthur Steel-Maitland                | Birmingham East               |
| 1916–1923                     | Sir George Younger    | Ayr Burghs                           |                               |
| 1923–1926                     | Stanley Jackson       | Howdenshire                          |                               |
| 1926–1930                     | John Davidson,        | Hemel Hempstead                      |                               |
| 1930–1931                     | Neville Chamberlain,  | Birmingham Edgbaston                 |                               |
| 1931–1936                     |                       | Lord Stonehaven                      | Aucune                        |
| 1936–1942                     |                       | Sir Douglas Hacking                  | Chorley                       |
| 1942–1944                     | Thomas Dugdale        | Richmond                             |                               |
| 1944–1946                     | Ralph Assheton        | City of London                       |                               |
| 1946–1955                     |                       | Lord Woolton                         | Aucune                        |
| 1955–1957                     | Oliver Poole,         | Aucune                               |                               |
| 1957–1959                     | Vicomte Hailsham      | Aucune                               |                               |
| 1959–1961                     |                       | Richard Austen Butler                | Saffron Walden                |
| 17 avril 1963 (Conjointement) | Iain Macleod          | Enfield West                         |                               |
| 17 avril 1963 (Conjointement) |                       | Lord Poole                           | Aucune                        |
| 1963–1965                     | Lord Blakenham        | Aucune                               |                               |
| 1965–1967                     |                       | Edward du Cann                       | Taunton                       |
| 1967–1970                     | Anthony Barber        | Altrincham and Sale                  |                               |
| 1970–1972                     | Peter Thomas          | Hendon South                         |                               |
| 1972–1974                     |                       | Lord Carrington                      | Aucune                        |
| 1974–1975                     |                       | William Whitelaw                     | Penrith and The Border        |
| 1975–1981                     |                       | Lord Thorneycroft                    | Aucune                        |
| 1981–1983                     |                       | Cecil Parkinson                      | South Hertfordshire           |
| 1983–1985                     | John Gummer           | Suffolk Coastal                      |                               |
| 1985–1987                     | Norman Tebbit         | Chingford                            |                               |
| 1987–1989                     | Peter Brooke          | City of London and Westminster South |                               |
| 1989–1990                     | Kenneth Baker         | Mole Valley                          |                               |
| 1990–1992                     | Chris Patten          | Bath                                 |                               |
| 1992–1994                     | Sir Norman Fowler     | Sutton Coldfield                     |                               |
| 1994–1995                     | Jeremy Hanley         | Richmond and Barnes                  |                               |
| 1995–1997                     | Brian Mawhinney       | Peterborough                         |                               |
| 1997–1998                     |                       | Lord Parkinson                       | Aucune                        |
| 1998–2001                     |                       | Michael Ancram                       | Devizes                       |
| 2001–2002                     | David Davis           | Haltemprice and Howden               |                               |
| 2002–2003                     | Theresa May           | Maidenhead                           |                               |
| 2003–2005 (Conjointement)     | Liam Fox Lord Saatchi | Woodspring Aucune                    |                               |
| 2005–2007                     | Francis Maude         | Horsham                              |                               |
| 2007–2009                     | Caroline Spelman      | Meriden                              |                               |
| 2009–2010                     | Eric Pickles          | Brentwood and Ongar                  |                               |
| 2010–2012 (Conjointement)     |                       | Sayeeda Warsi Lord Feldman d'Elstree | Aucune                        |
| 2012–2015 (Conjointement)     |                       | Grant Shapps Lord Feldman d'Elstree  | Welwyn Hatfield Aucune        |
| 2015–2016                     |                       | Lord Feldman d'Elstree               | Aucune                        |
| 2016–2018                     |                       | Patrick McLoughlin                   | Derbyshire Dales              |
| 2018-2019                     | Brandon Lewis         | Great Yarmouth                       |                               |
| 2019-2020                     | James Cleverly        | Braintree                            |                               |
| 2020-2021                     | Amanda Milling        | Cannock Chase                        |                               |
| 2021-2022                     | Oliver Dowden         | Hertsmere                            |                               |
| 2022                          | Andrew Stephenson     | Pendle                               |                               |
| sept.-oct. 2022               | Jake Berry            | Rossendale and Darwen                |                               |
| 2022-2023                     | Nadhim Zahawi         | Stratford-on-Avon                    |                               |
| février-novembre 2023         | Greg Hands            | Chelsea and Fulham                   |                               |
| 2023-2024                     | Richard Holden        | Durham Nord-Ouest                    |                               |
| juillet-nov. 2024             | Richard Fuller        | North East Bedfordshire              |                               |
| depuis novembre 2024          | Nigel Huddleston      | Droitwich et Evesham                 |                               |
| depuis novembre 2024          |                       | Lord Johnson de Lainston             | Aucune                        |

## Sources
- (en) Cet article est partiellement ou en totalité issu de l’article de Wikipédia en anglais intitulé « Chairman of the Conservative Party » (voir la liste des auteurs).
- « Conservative History Group - key information fact sheet », sur Internet Archive (consulté le 31 décembre 2023)
- « The Conservative Party Archive »(Archive.org • Wikiwix • Archive.is • Google • Que faire ?)

1. ↑  (en) Harris, Robin, The Conservatives : A History, Londres, Bantam Press, 2011, 632 p. (ISBN 978-0-593-06511-2).
2. 1 2 3 4 5 6 7 8 9 10 11 12 13 14 15  (en) Harris, Robin, The Conservatives : A History, Londres, Bantam Press, 2011, 632 p. (ISBN 978-0-593-06511-2)
3. 1 2 3  (en) Stewart, Graham, Burying Caesar : Churchill, Chamberlain and the Battle for the Tory Party, Londres, Phoenix, 1999, 533 p. (ISBN 978-0-7538-1060-6)
4. 1 2 3  (en) Sampson, Anthony, Who Runs This Place?, Londres, John Murray, 2004 (ISBN 0-7195-6564-2)
5. ↑  (en) Patten, Chris, Not Quite the Diplomat, Londres, Allen Lane, 2005 (ISBN 0-7139-9855-5)